# La pistola scomparsa (volume)
La pistola scomparsa (titolo originale Triple Jeopardy) è un volume di Rex Stout che raccoglie tre romanzi brevi con protagonista Nero Wolfe, e pubblicato per la prima volta negli Stati Uniti nel 1952 presso Viking Press.

## Contenuto
- Nero Wolfe escogita uno stratagemma (1952)
- È stato ucciso un poliziotto (1951)
- Nero Wolfe e la pistola scomparsa (1951)

## Edizioni in italiano
- Rex Stout, 6: Nero Wolfe escogita uno stratagemma; È stato ucciso un poliziotto; La pistola scomparsa, Milano: A. Mondadori, 1983